# المصنف بايز ساذج

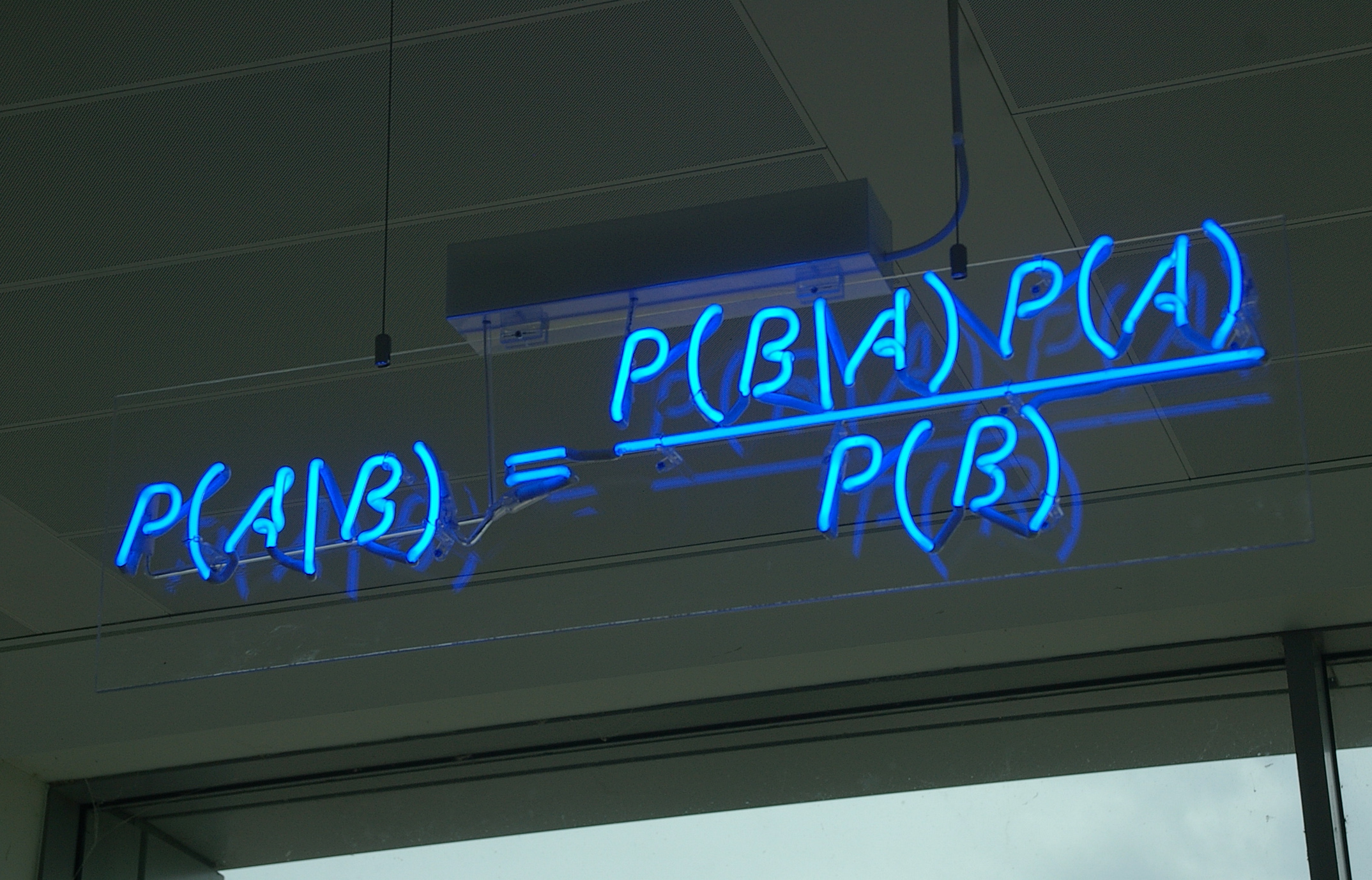

المصنف البايزي الساذج (بالإنجليزية: naive Bayes classifier)‏ هي عائلة من المصنفات الاحتمالية البسيطة على أساس تطبيق نظرية بايز مع افتراضات استقلالية (ساذجة) قوية بين الميزات. هم من أبسط نماذج شبكة بايز. ولكن يمكن أن يقترن بتقدير كثافة النواة و تحقيق مستويات دقة أعلى. هذه الخوارزمية نموذج مصنف توليدي (بالإنجليزية: generative algorithm)‏. تمت دراسة بايز ساذج على نطاق واسع منذ الستينيات. تم إدخاله (على الرغم من أنه ليس تحت هذا الاسم) في مجتمع استرجاع المعلومات في أوائل الستينيات، ولا يزال طريقة شائعة لتصنيف النص.

## نظرية
بشكل عام، خوارزمية بايز ساذج هي نموذج احتمال شرطي: افترض أننا نريد تصنيف مثال جديد يسمى {\displaystyle \mathbf {x} =(x_{1},\ldots ,x_{n})}، والذي يحتوي على n متغيرات (المتغيرات المستقلة). وافترض أن لدينا K تصنيفات. يتم احتساب احتمال أن ينتمي هذا المثال إلى تصنيف Ck على النحو التالي:
{\displaystyle p(C_{k}\mid x_{1},\ldots ,x_{n})\,}
باستخدام نظرية بايز ، يمكن إعادة كتابة الاحتمال الشرطي على النحو التالي:
{\displaystyle p(C_{k}\mid \mathbf {x} )={\frac {p(C_{k})\ p(\mathbf {x} \mid C_{k})}{p(\mathbf {x} )}}\,}
لقد افترضنا بالفعل أن المتغيرات مستقلة. لذا، يمكننا إعادة كتابة هذا الاحتمال بضرب n من الاحتمالات.